# Modbury
Modbury är en stad och civil parish i South Hams i Devon i England. Orten har 1 677 invånare (2011). Byn nämndes i Domedagsboken (Domesday Book) år 1086, och kallades då Mortberie/Motberia/Motbilie/Motbilia.